# Шесури (Хунедоара)
Шесури (рум. Șesuri) насеље је у Румунији у округу Хунедоара у општини Букурешчи. Oпштина се налази на надморској висини од 549 m.

## Становништво
Према подацима из 2002. године у насељу је живело 494 становника, од којих су сви румунске националности.